# Madonna col Bambino e i santi Giacomo il Maggiore e Nicola di Bari
Madonna col Bambino e i santi Giacomo il Maggiore e Nicola di Bari è un dipinto a olio su tela realizzato da Francesco De Mura e custodito nella cappella omonima della chiesa di Santa Maria delle Grazie a Massa Lubrense.

## Storia e descrizione
Nel 1728, Mattia Maldacea iniziò i lavori di restauro della cappella che custodiva in patronato, la seconda sul lato sinistro del transetto: oltre a dotarla di un altare in marmo, la decorò con un nuovo quadro, Madonna col Bambino e i santi Giacomo il Maggiore e Nicola di Bari.
Si tratta di un'opera giovanile di Francesco De Mura, realizzata probabilmente intorno agli anni '20 del XVIII secolo, quando il pittore si ispirava al suo maestro, Francesco Solimena: non a caso il dipinto presenta notevoli somiglianze con un'opera del Solimena, Madonna col Bambino e i santi Gennaro e Sebastiano, custodita al Milwaukee Art Museum di Milwaukee. La tela raffigura al centro della scena la Madonna con il braccio il Bambino Gesù: sulla sinistra è posto san Nicola di Bari, che guarda verso lo spettatore, mentre a destra san Giacomo il Maggiore; lo sfondo è indefinito con in alto a destra due angeli.